# 藤森慎吾
藤森慎吾（日语：／ Fujimori Shingo */?；1983年3月17日—）是日本的搞笑藝人、演員、歌手，在搞笑團體東方收音機中擔任吐槽角色。搭擋是中田敦彦。也是歌舞演唱組合・RADIO FISH的成員。

## 經歷
1983年（昭和58年）3月17日生於長野縣諏訪市，有一名姊姊與一名哥哥。諏訪市立高島小學校畢業後，因父親工作而搬至香港，就讀於香港日本人學校中學部。畢業後的1998年回國，進入駿台甲府高等學校就讀。高校時代曾參加橄欖球、桌球、足球、攝影、漂鳥等多種社團。3年級時，因憧憬在《美麗人生》中飾演髮型設計師的木村拓哉，立志成為髮型師，但看見附近的理髮店因經營不善關店後喪失動力。
2001年4月，藤森進入明治大學政治經濟學部。
之後在打工時認識了後來的搭擋中田敦彦。2004年，兩人一同成為NSC東京10期生，正式以「東方收音機」展開活動。2005年3月，大學畢業。

### 搞笑藝人
2004年，仍在NSC的兩人一舉進入M-1大賽準決賽，段子「武勇傳」瞬間引起眾人注目。

### 其他
2007年，藤森在娛樂節目《Orikyun》的企劃中，以男扮女裝的「SHIKKO（シッコ）」名義參加第4回東京Girls Collection選美比賽。
2011年6月，藤森參加女子團體AyamanJAPAN首次全國巡迴的最終日公演。8月，雙方以「藤森慎吾與AyamanJAPAN」的名義推出合作單曲《夏上動作》。10月，雙方推出第二張合作單曲《失戀寶貝》。藤森還與搭擋中田之弟FISHBOY一同參與Spontania的新專輯《The Beautiful Life》。

## 藝風
2011年左右，藤森逐漸確立自己的「輕浮男」角色。此角色是在綜藝節目《笑一笑又何妨！》的後台休息室裡，因塔摩利的一席話「你看起來總是輕浮輕浮的樣子」而誕生。有吉弘行則評論為「終於找到的角色」。此外，他還曾在節目上向其他藝人大爆私生活內幕。2011年，藤森以口頭禪「君、きゃわゆいネェ」入選U-CAN新語、流行語大賞。

## 人物
興趣、專長是料理、眼鏡、觀看棒球比賽。
藤森是少數知道黑柳徹子連絡方式的搞笑藝人之一。在事先知道黑柳喜愛生雞蛋蓋飯後，向雞蛋業者詢問挑選訣竅並告知黑柳，讓對方十分開心。
相對於擅長繪畫的中田，藤森對於繪畫十分不在行。不過藤森拿手的料理也是中田所不擅長的。
與搭擋中田相比，藤森性格較為外向。此外，不同於節目上的輕浮路線，私下的藤森可說是彬彬有禮。
在漫才中，中田擔任裝傻角色，而藤森擔任吐槽角色，不過在一般談話裡，常見中田藉由藤森的談話加以發揮的情形。
因討厭洋蔥而不吃牛丼、漢堡排、拿坡里麵等含有洋蔥的食物，但在《矛盾大對決》的單元「矛盾大對決餐廳」中則成功接受製作單位準備的洋蔥（2012年7月29日播出）。
與母親關係十分親密，時常一同旅行，還會將兩人合照作成日曆。
2012年11月2日，八卦雜誌《FRIDAY》刊出藤森與在情報綜藝節目《Sunday Japon》中合作的TBS播音員田中美奈實交往的消息。藤森也承認了這項報導。藤森所屬的吉本興業則表示「這是個人隱私。未曾聽聞關於結婚的話題」，未否認雙方交往。此外，與田中的緋聞也曾在同年5月登上八卦雜誌。
2012年12月，《週刊文春》報導藤森支付350萬日圓給女模特兒作為墮胎與撫慰金，而與田中美奈實的緋聞則是經紀公司為了壓下此醜聞而讓八卦雜誌刊登。之後藤森於活動上為此事件造成的騷動道歉。

## 主要演出作品

### 綜藝
- 《東京迪士尼度假區 MY MAP!（日语：東京ディズニーリゾート My マップ!）》（迪士尼頻道、2010年8月－2011年12月）
- 《早安STAR（日语：おはスタ）》（東京電視台，2012年4月17日）
- 《Sunday Japon（日语：サンデー・ジャポン）》（TBS，2011年10月－）不定期出演
- 《全員逃走中》（富士電視台，2012年8月28日）
- 《小崇小敏的機智問答！SURVIVAL（日语：タカトシのクイズ!サバイバル）》（2012年12月26日，日本電視台）
- 《PS純金（日语：PS純金）》（2015年4月3日－，中京電視台）

### 連續劇
- 《示談交涉人（日语：示談交渉人 ゴタ消し）》第1話（2011年1月6日，讀賣電視台製作、日本電視台系列）－飾 若林誠
- 《金田一少年の事件簿N（neo）》第5話（2014年8月16日，日本電視台）－飾 國語教師
- 《破案神手》（2019年4月12日 - 6月21日，TBS）－飾 御子柴隼人
- 《Doctor-X～外科醫·大門未知子～ 第六季》（2019年10月17日 - 12月19日，朝日電視台）－飾 村崎公彥
- 《深深地戀愛》（2021年4月14日 - 6月9日，日本電視台）－飾 鶴川優作
- 《金魚妻》（2022年2月14日，Netflix）－飾 保ヶ辺太朗
- 《假面騎士REVICE》（2021年9月5日 - 2022年8月28日，朝日電視台）－飾 REVICE驅動器的配音
- 《Hyena》第1話 - 第3話（2023年10月20日 - 11月3日，東京電視台）－飾 淺野博之
- 《如虎添翼》第1話・第2話（2024年4月1日・4月2日，NHK）－飾 橫山太一郎
- 《怪物》（2025年7月6日 - ，WOWOW）－飾 田所幹男

### 電影
- 《黑金丑島君3》（2016年9月22日）－飾 加茂守
- 《七場會議》（2019年2月1日）－飾 新田雄介
- 《殺手寓言》（2019年6月21日）－飾 河合裕樹
- 《劇場版 假面騎士REVICE Battle Familia》（2022年7月22日）－飾 席克的配音

### 電視動畫
- （2023年，北海道文化放送）－飾 モリフジ[13]

### 劇場版動畫
- 《尖叫旅社》（2012年，索尼動畫）－飾 強尼[14]（日文配音）
- 《光之美少女 All Stars 春之嘉年華♪》（2015年，東映動畫）－飾 烏達雁
- 《煙囪小鎮的普佩》（2020年，東寶、吉本興業）－飾 史克伯
- 《鏡之孤城》（2022年，松竹）－飾 伊田老師
- 《愉快動物餅 THE MOVIE》（2025年，THE KLOCKWORX、TBS電視台）－飾 猴子[15]

### 外語配音
- 《海蒂》－飾 Sebastian
- 《野蠻任務》－飾 斗篷（Cloak）、迷彩（Camo）
- 《的士速遞4》－飾  Émilien Coutant-Kerbalec
- 《尖叫旅社系列》－飾 Jonathan
  - 《尖叫旅社》
  - 《尖叫旅社2》
  - 《尖叫旅社3：怪獸假期》
  - 《尖叫旅社：變形怪獸》
- 《湯瑪士小火車電影版 鐵路王國 尋找皇冠之旅》－飾 伯爵
- 《侏羅紀世界》－飾 吉米
- 《忍者龜：破影而出》－飾 比巴
- 《Cars 3：閃電再起》－飾 風暴傑森
- 《蜘蛛人：無家日》－飾 AI
- 《變形金剛：萬獸崛起》－飾 幻影

### CM
- 《檀島警騎2.0》Blu-ray&DVD（2011年12月）
- CHINTAI（日语：CHINTAI）旅遊服務（2012年）

### PV
- UME。《レッツ・ゴーコン大作戦》（2007年）
- 嘉利吉58《全開之歌》（全開の唄）（2010年）
- 賈斯汀·比伯《Sorry》日本版MV（2016年）
- HKT48《最棒了唷》spinoff MV『最強! 合いの手教則ビデオ』（2016年）
- OOPARTZ《I.U エレベーター》（2016年）
- Yoon Hak（超新星）《Do Your Own Thing feat. 藤森慎吾》（2018年）
- 鄉廣美《恋はシュミシュミ》（2018年）
- DA PUMP《P.A.R.T.Y. 〜ユニバース・フェスティバル〜》（2019年）

### 廣播節目
- 《Radirer! Sunday（日语：らじらー!）》（；2015年4月5日－，NHK廣播1台） - 星期日主持；2020年10月4日前與搭檔中田共同主持

### 連載
- 日本經濟新聞晚報「讀書日記」（2012年10月3日－）
- 目前在Magalry（マガリー）的連載單元「Magalry（マガリー）藤森慎吾のコレする女子スキ！」（2013年2月19日－11月22日）

## 音樂作品

### 單曲
| 順序 | 發行日        | 作品名                                | 最高排名 | 收錄專輯     |
| ---- | ------------- | ------------------------------------- | -------- | ------------ |
| 1    | 2011年8月10日 | 《夏上動作》（藤森慎吾與AyamanJAPAN） | 30位     | 《ぽいぽい》 |
| 2    | 2011年10月5日 | 《失戀寶貝》（藤森慎吾與AyamanJAPAN） | 56位     | 《ぽいぽい》 |

### 參加作品
| 順序 | 發行日         | 作品名                 | 歌手      | 備註                                                    |
| ---- | -------------- | ---------------------- | --------- | ------------------------------------------------------- |
| 1    | 2011年10月19日 | 《The Beautiful Life》 | Spontania | 與搭擋中田之弟FISHBOY一同參與。兩人負責專輯內解說的曲目 |

## 獎項
| 年度   | 提名對象 | 獎項      | 部門           | 結果 |
| ------ | -------- | --------- | -------------- | ---- |
| 2011年 | 藤森慎吾 | GRP Award | 最優秀人物大獎 | 提名 |

## 備註
1. ↑  . オリエンタルラジオ慎吾の「関東一の媚売りメガネ ブログをチャラっと更新中」. 2009-12-18  [2011-08-08]. （原始内容存档于2011-07-19） （日语）.
2. ↑  . 價格.com. 2011-11-11  [2011-11-13]. （原始内容存档于2018-06-13） （日语）.
3. ↑  本人在2006年10月8日撥出的《笑一笑又何妨！增刊號》（富士電視台）所述。
4. ↑  . 東京都: 吉本興業. よしもとニュースセンター. 2011-06-25  [2011-08-08]. （原始内容存档于2011-06-29） （日语）.
5. ↑  . 東京都: 吉本興業. よしもとニュースセンター. 2011-08-04  [2011-08-08]. （原始内容存档于2011-08-19） （日语）.
6. ↑  藤森慎吾.  (访谈). 2011-08-03  [2011-08-17].  oricon. 東京都. （原始内容存档于2019-07-01）.
7. ↑  . 東京都: oricon. 2011-08-05  [2011-08-08]. （原始内容存档于2012-12-10） （日语）.
8. ↑  「君、きゃわゆいネェ」。オリラジの窮地を救った! チャラ男の流行語大賞ノミネートに藤森がコメント。 （页面存档备份，存于）Techinsight 2011年11月12日
9. ↑  2009年12月10日播出的《毒舌糾察隊》（朝日電視台）。
10. ↑  放送塔 礼儀正しい藤森慎吾. 読売新聞（東京朝刊）: p. 34. (2011年11月21日)
11. 1 2 3  オリラジ藤森、TBS田中アナと熱愛  （页面存档备份，存于）（DAILY SPORT ONLINE 2012年11月2日配信記事）
12. ↑  .   [2013年10月27日]. （原始内容存档于2019年6月29日）.
13. ↑  . Comic Natalie. 2023-10-26  [2023-10-26]. （原始内容存档于2023-10-30） （日语）.
14. ↑  . マイコミジャーナル.   [2012-08-09].[]
15. ↑  . Comic Natalie. 2025-02-08  [2025-02-08] （日语）.
16. ↑  . ギャルリサーチプレス. 2011  [2011-12-07]. （原始内容存档于2012-03-06） （日语）.

## 外部連結
- 藤森慎吾官方網誌
- 藤森慎吾的X（前Twitter）
- 藤森慎吾的Instagram帳戶